# Головачов Дмитро Михайлович
Дмитро́ Миха́йлович Головачо́в (рос. Дмитрий Михайлович Головачёв; нар. 1866 — пом. 17 лютого 1914) — російський географ, економіст, публіцист і громадський діяч часів Російської імперії. Засновник Забайкальського відділення Російського географічного товариства. Брат краєзнавців, дослідників і знавців Сибіру — Петра і Олександра Головачових. Дядько історика Бориса Полевого, шурин геолога Петра Полевого.

## Біографія
Народився у 1866 році у місті Кузнецьк Томської губернії Російської імперії в родині «приватного службовця» Михайла Головачова, який мав здібності до вивчення мов. Мати — із багатої купецької сім'ї.
Навчався у Томській гімназії.
Закінчив юридичний факультет Санкт-Петербурзького університету. Товаришував з Миколою Ядрінцевим та Григорієм Потаніним.
Під час голоду в Уфимські губернії організував їдальню для голодуючих.
У 1894 році взяв участь в експедиції на Гірський Алтай. 
У 1897 — працював статистиком у експедиції Анатолія Куломзіна. Займався дослідженням землеустрою та земельних відносин в Забайкальської області. Підготував до публікації книгу «Бюджети». 
В кінці XIX-го-на початку XX століття займався землевпорядними роботами у Єнісейській губернії.
З 1901 року — завідувач переселенським районом і землевпорядними роботами в Забайкальській області.
Очолював Читинську філію Приамурського відділення Російського географічного товариства (РГО). Під його керівництвом члени РГО описували місцеву флору і фауну, проводили етнографічні та археологічні дослідження, складати карти регіону.
З 1904 по 1914 рік — очолював Читинський краєзнавчий музей. 
Співзасновник літературної і суспільно-політичної газети «Забайкальская новь» (1907-1920). 
У 1908 році у Читі видав дослідження «Поселки по линии Забайкальской железной дороги». 
У «Трудах Агинской экспедиции» написав розділ «Население» (випуск VI, Чита, 1911 рік).
У 1912 році, спільно з Олександром Баньщіковим, Юліаном Горбатовським та Василем Рудницьким, організував Перший обласний сільськогосподарський з'їзд.
Обирався гласним Читинської міської думи.
Під псевдонімом Крушин публікував в газетах літературні і публіцистичні роботи. Статті виходили у «Вестнике Европы», «Русском богатстве», «Восточном обозрении», «Сибирской жизни», санкт-петербурзькій «Сибири» та інших виданнях.
Помер 17 лютого 1914 року у Читі «від розриву серця».

## Родина
Мав сестру Антоніну. А також двох братів — Петра і Олександра, які також стали краєзнавцями, дослідниками та знавцями Сибіру.
Дружина — Олена Григорівна Головачова (до шлюбу Клеменц), племінниця етнографа Дмитра Клеменца. Після смерті Головачова стала дружиною сходознавця Сергія Ольденбурга. 
Племінник — історик Борис Полевой. Зять — геолог Петро Полевой.

### Основні
- Васильева Т.Г. Головачёв Дмитрий Михайлович [Архівовано 11 серпня 2021 у Wayback Machine.]//  Малая энциклопедия Забайкалья. Археология / гл. ред. Р. Ф. Гениатулин. – Новосибирск: Наука, 2011. — 368 с.
- Головачев Дмитрий Михайлович [Архівовано 11 серпня 2021 у Wayback Machine.]// Сибирская советская энциклопедия: в 6 т. — Т.1:А-Ж (Аба-Жуя). —  1929. — С. 378 (стовпчик 672).
- Головачев Дм. М. [Архівовано 12 серпня 2021 у Wayback Machine.]// Венгеров С. А. Источники словаря русских писателей. В 4-х т. — Т.2: Гогоцкая-Карамзин. — Санкт-Петербург: Типография Императорской академии наук, 1910. — С. 20.
- Головачев Д.М. Некролог [Архівовано 12 серпня 2021 у Wayback Machine.]// Исторический вестник. — 1914. — Кн. 4. (CXXXVI). — С. 363.
- Золотницкая Р.Л., Красникова О.А. Памяти друга. Борис Петрович Полевой (1918–2002 гг.) [Архівовано 10 серпня 2021 у Wayback Machine.]// Санкт-Петербургский университет. — 2002. — №3 (3625).
- Полевой Б. В поисках богатств дальневосточных (Об экспедициях геолога П.И. Полевого) // Дальневосточные путешествия и приключения. — Хабаровск: Хабаровское книжное издательство, 1976. — Вып. 7. — С. 166.
- Шиловский М.В. Головачев Дмитрий Михайлович [Архівовано 16 вересня 2019 у Wayback Machine.]// Историческая энциклопедия Сибири: [в 3 т.] — Новосибирск, 2009.

### Додаткові
- Сизиков А.И. Видный общественный деятель и ученый // Записки Забайкальского отделения Географического общества СССР. — Чита, 1954. — Вып. 24.